# Jamundí
Jamundí es un municipio colombiano, ubicado en la región sur del departamento de Valle del Cauca. Ubicada en la ribera occidental del río Cauca y la Cordillera Occidental a tan sólo 17 kilómetros de Cali. Hace parte de la Área metropolitana del Suroccidente de Colombia.

## Toponimia
El nombre Jamundí, hace mención al Cacique Xamundí (guerrero indígena que había defendido la comarca).

## Geografía
Ubicado a 17 km al sur de Cali, el municipio se caracteriza por ser plano aunque con algunos terrenos montañosos al occidente (Farallones de Cali), que presenta alturas de hasta 4200 m s. n. m.. Se encuentra al sur del Valle del Cauca en la margen izquierda del río Cauca, situándose entre este afluente y la Cordillera Occidental. Tiene un área total de 577 km². Así mismo posee numerosos arroyos y ríos, los cuales son: Río Claro, Cauca, Guachinte, Jamundí, Jordán, Pital y Timba.

### Hidrografía
Jamundí cuenta con una de las cuencas hídricas más importantes del Valle del Cauca, cuenta entre sus haberes con siete ríos y otras corrientes menores que fluyen por toda la zona urbana y rural del municipio, estos ríos son:
Río Jordán: cubre los corregimientos de San Vicente y Potrerito, desemboca en el Río Jamundí.
Río Jamundí: La cuenca posee un área de 34.533 has; limitando al norte con las cuencas de los ríos Lili-Meléndez-Cañaveralejo y Cali, al sur y occidente con la cuenca del río Claro y al oriente con el río Cauca. El río Jamundí nace a una altura del 3800 m s. n. m. en jurisdicción del parque nacional natural Los Farallones de Cali y tiene una longitud de 58,38 km hasta su desembocadura en el río Cauca. El río Jamundí en la parte plana sirve como límite entre los municipios de Santiago de Cali y Jamundí.
Río Claro: sus aguas pasan por los corregimientos de San Antonio, Ampudia, Guachinte y Paso de la Bolsa, en donde desemboca a las aguas del Río Cauca, en límites con el Departamento del Cauca.
Río Guachinte: tiene el nombre de uno de los corregimientos del municipio, pero su nacimiento es en el de Villa Colombia, pasando por los corregimientos de Ampudia, Guachinte, Villa Paz, Robles, Quinamayó, La Ventura, encontrando desembocadura junto a Río Claro en las aguas del Río Cauca, en límites con el departamento del Cauca.
Río Timba: al igual que el Río Guachinte, este nace en el corregimiento de La Meseta, bañando a los corregimientos de La Liberia y Timba, desembocando finalmente en el Río Cauca. Marca parte del límite de los departamentos de Valle del Cauca y Cauca.
Río Pital: su ubicación es en cercanías del Río Timba, su cauce termina en las cercanías del corregimiento de Timba, Valle del Cauca.
Río Cauca: aunque este hermoso río nace en el Macizo Colombiano, pasa majestuosamente por el municipio, los corregimientos que baña uno de los principales ríos de Colombia son, Chagres, Quinamayó, Villapaz, La Ventura, Paso de la Bolsa y Bocas del Palo (donde marca parte del límite de los departamentos de Valle del Cauca y Cauca), para luego encontrar salida en la zona rural de Santiago de Cali.

## División Político-Administrativa

### Cabecera municipal
Su Cabecera municipal se encuentra dividida en los siguientes barrios:
Alfaguara, Belalcázar, Belalcázar II, Bosquelago, Jalisco, El Piloto, La Pradera, Primero de Mayo, El Rosario, Libertadores, Ciudad de Dios, Ciudadela del Viento, El Rodeo, Océano Verde, Parque Natura, Los Naranjos, Ciudad Country, Verde Alfaguara, Oporto, Los Cinco Soles, Pangola, Sachamate, Los Guaduales, Marbella, Portal de Jamundí, Torres de Jamundí, Ciro Velazco, Bonanza, Las Flores, Terranova, Verdi, Parques de Castilla, Villa Tatiana, El Jordán, Villa Paulina, Rincón de Zaragoza, Hojarasca, Urbanización Las Margaritas.

### Centros poblados
Jamundí tiene bajo su jurisdicción los centros poblados:
- Ampudia
- Bocas del Palo
- Cascarillal
- Condominio
- El Guaval
- El Triunfo
- Gato de Monte
- Guachinte
- La Estrella
- La Liberia
- La Meseta
- La Ventura
- Paso de La Bolsa
- Potrerito
- Pueblo Nuevo
- Puente Vélez
- Quinamayó
- Robles
- San Antonio
- San Isidro
- San Vicente
- Timba
- Villa Colombia
- Villa Paz

## Fundación
Fue fundado, el 23 de marzo de 1536 por Juan de Ampudia y Pedro de Añazco, siendo el municipio más antiguo del Valle del Cauca y uno de los más antiguos de Suramérica, bajo las órdenes de Sebastián de Belalcázar, quien mandó a construir el asentamiento para preparar la fundación de Santiago de Cali, lo que ocurrió tres meses después. El municipio ha recibido diferentes nombres desde su fundación: Villa de Ampudia, Rosario, Río Claro y el actual Jamundí.
Entre sus más antiguas construcciones está la hacienda Sachamate, y la iglesia Nuestra Señora del Rosario, inaugurada en 1809, siendo la más antigua del municipio, que hace parte del Patrimonio Cultural de Jamundí.

## Historia

### Época colonial
En esta época el municipio empezó a ser habitado y se hicieron las primeras construcciones en el actual centro de Jamundí donde fue la Plaza Mayor, en 1809 se inauguró la iglesia Nuestra Señora del Rosario, siendo por casi dos siglos la única iglesia que existía.

### Época de la independencia
En 1811, el municipio hizo parte como una de las aldeas de las Ciudades Confederadas del Valle del Cauca hasta 1816, con La Reconquista.
En 1821 el municipio hizo parte del Departamento del Cauca en la Gran Colombia hasta la disolución del país en 1831.
El libertador Simón Bolívar paso múltiples veces por el municipio del 1826 y 1829.

### Época republicana
En la República de la Nueva Granada, Jamundí estuvo en la Provincia de Buenaventura desde 1835 a 1858.
En la Confederación Granadina y en los Estados Unidos de Colombia, había estado en el Estado Soberano del Cauca.
En 1886 en la recién creada República de Colombia el municipio estaba en el Departamento del Cauca, luego pasó a estar en el Departamento de Cali y finalmente en 1910 forma parte del actual Departamento del Valle del cauca

### SigloXX
El municipio tuvo grandes cambios: llegó el entonces Ferrocarril del Pacífico, que luego de unos años dejó de usarse, la iglesia principal tuvo muchas remodelaciones perdiendo parte de su estilo colonial y en 1996 se inaugura el Centro Comercial Alfaguara.
En la madrugada del 19 de junio de 1998, el municipio sufrió un gran ataque del grupo guerrillero armado ELN donde el edificio de la alcaldía es incendiada por primera vez en su historia, las oficinas del entonces edificio de Megabanco (actual Banco de Bogotá) y el Centro Comercial Alfaguara también fueron incendiados.

### SigloXXI
El municipio continuó modernizándose y se fueron construyendo conjuntos residenciales.
El 15 de mayo de 2021 durante el Paro Nacional la alcaldía volvió a ser incendiada además de las instalaciones del Consejo Municipal, pero esta vez los daños fueron menores.
En 12 de junio de 2022, debido a la temporada de lluvias, una parte de la iglesia del centro del municipio se desplomó, sin embargo no hubo heridos.

## Demografía
Según las cifras presentadas por el DANE del censo 2018, la composición etnográfica de Jamundí es: 
- Blancos y Mestizos (60,7%).
- Afrodescendientes (38,5%).
- Indígenas (0,8%).

## Límites del municipio
- Norte: Municipio de Santiago de Cali.
- Sur: Departamento del Cauca, Municipios de Buenos Aires y Santander de Quilichao.
- Oriente: Departamento del Cauca, Municipios de Puerto Tejada y Villa Rica.
- Occidente: Municipio de Buenaventura, parque nacional natural los Farallones

## Economía
Sus actividades económicas son la agricultura, la ganadería, la minería y el comercio. Se explotan minas de oro, carbón, plata y sulfuros asociados. Como municipio agrícola se cultiva: caña de azúcar, arroz, maíz, soya, café, millo, cacao, plátano y la mora además del sector turístico y comercial. Cabe destacar el trabajo de la talla de madera.

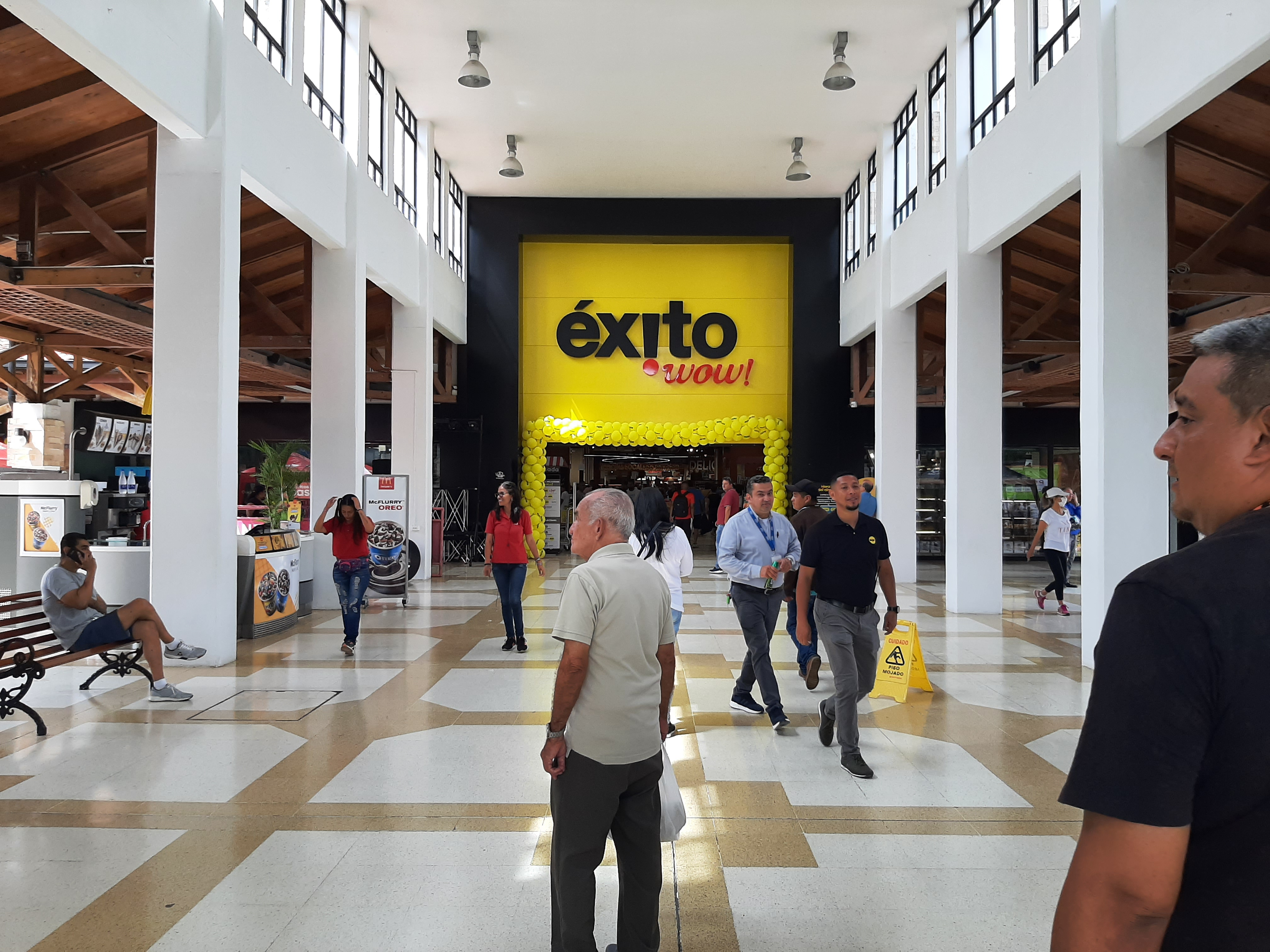
Fachada principal del centro comercial al local del Éxito WOW!

Jamundí actualmente se ha diversificado en su desarrollo habitacional, conurbado el municipio mediante casas lujosas y campestres que se extienden desde el sur de la capital del Valle del Cauca, Cali, hasta la parte norte y noroccidente de Jamundí, aportando valorización al municipio puesto que estos bienes pueden alcanzar un precio a la venta muy alto.
El turismo en sus zonas rurales es abundante debido a sus ríos, lagos y zonas montañosas entre las que se destacan los Farallones de Cali.
Cuenta con un centro comercial, Centro Comercial Alfaguara, (ubicado en el barrio del mismo nombre), donde se encuentran 89 locales comerciales y tiene un local de Almacenes Éxito que es el único que tiene el municipio.

## Cultura

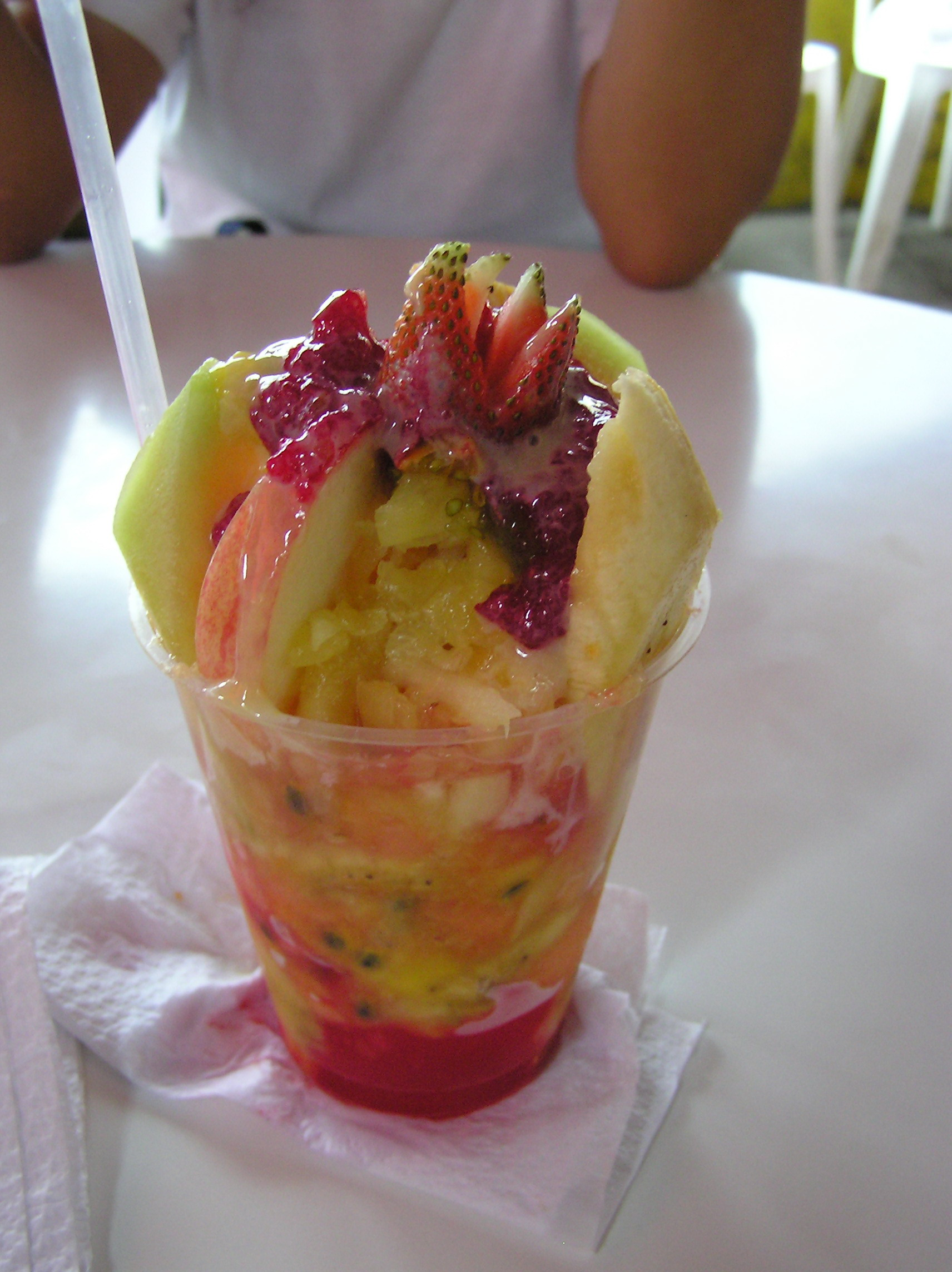
Típico cholado en Jamundí.

Es conocido por el refresco llamado cholado. 
También es conocido como el dormitorio de los caleños, ya que en su terreno se ubican una gran cantidad de conjuntos residenciales y centros comerciales, lo que justifica su gran aumento de población.

## Turismo
En este municipio también se pueden encontrar diversos atractivos turísticos ya que cuenta con teatro, museo arqueológico, numerosos balnearios como Los Guayabales, Las Veraneras, sedes campestres como La Pesebrera La Berraquera, Club Campestre y Deportivo El Remanso, clubes sociales como Club Banco de Occidente, Club Vacacional Occidente, Club Caja Agraria,  y la celebración de la Feria Agroindustrial y Turística, el Primer Festival del Cholado y La Mora en septiembre. Entre otros puntos turísticos del municipio se encuentran los balnearios naturales, los más destacados son: La Fragua, Río Claro, Puente Vélez, La Estrella, Charco Escondido, Puente de las Brujas.

## Gastronomía
La especialidad culinaria son los cholados, fritangas y asados.

## Símbolos

### Bandera
Consta de cuatro rectángulos. Los dos rectángulos que ocupan la esquina superior izquierda y la esquina inferior derecha son de color amarillo, mientras los dos rectángulos que ocupan la esquina superior derecha y la esquina inferior izquierda son de color negro. Los rectángulos se encuentran separados por una franjas de color azul (una vertical y otra horizontal) que se cruzan en el centro. Fue creada por el maestro Vicente Vega. Sus colores, según la explicación de su creador, simbolizan: el amarillo: la riqueza del territorio, el negro: la riqueza minera y el azul: la riqueza hídrica.

### Escudo
Fue diseñado por el fallecido Raúl Silva Holguin, quien explicaba así la composición. 
Parte principal Superior: "Lleva un listen de fondo azul con letras doradas donde se lee Jamundi Nombre actual de la ciudad".
Parte Superior Izquierda: "Sobre un fondo glues (Rojo Intenso) el rostro idealizado del Cacique Xamundí".
Parte Superior derecha: "Sobre un fondo gris-pizarra, los dibujos rupestres que se encuentran en la región de Aguasucia que simbolizan la adoración al sol".
Parte Inferior Izquierda: "Sobre un fondo púrpura, tres Cedros de oro los cuales dan el nombre primitivo de la población. Allí mismo se encuentra una paralela horizontal de plata que representa al Río Claro, el cual atraviesa de occidente a oriente el territorio del municipio".
Parte Inferior derecha: "Sobre un fondo oro, las armas defensivas de las tribus contra los españoles al mando de Juan de Ampudia, en el año 1536".
Parte Central Circular: "Sobre un fondo azul, la Ceiba de la Libertad, sembrada en el parque principal del año 1854 por el orden del congreso.

## Sitios de interés

### Balsaje por el Río Cauca
Paseo en balsa de guadua. Que tiene una duración aproximado de 3 horas y media. Recorrido por Calzoncito, Manzo El Perro, El Playón, La Palizada y llegada a puerto viejo con almuerzo típico de la región y recorrido por finca tradicional. Además visitas a sitios de importancia en el corregimiento de Robles: Iglesia, Samán del Parque Principal, Casa de la Negra Grande de Colombia. Programa desarrollado por la comunidad del corregimiento de Robles.

### Nuestra Señora del Rosario
Iglesia católica ubicada en el parque central del municipio de estilo colonial fue construida en 1808 e inaugurada en 1809 por el arquitecto Mateo Cardona.

### Parque artesanal del cholado
Ubicado en el casco urbano lugar donde podrán encontrar el famoso cholado bebida típica del municipio y actividades artesanales.

## Servicios públicos
- Energía Eléctrica: Celsia, es la empresa prestadora del servicio de energía eléctrica.[9]
- Gas Natural: Gases de Occidente es la empresa distribuidora y comercializadora de gas natural en el municipio.